# هتل بوتیک

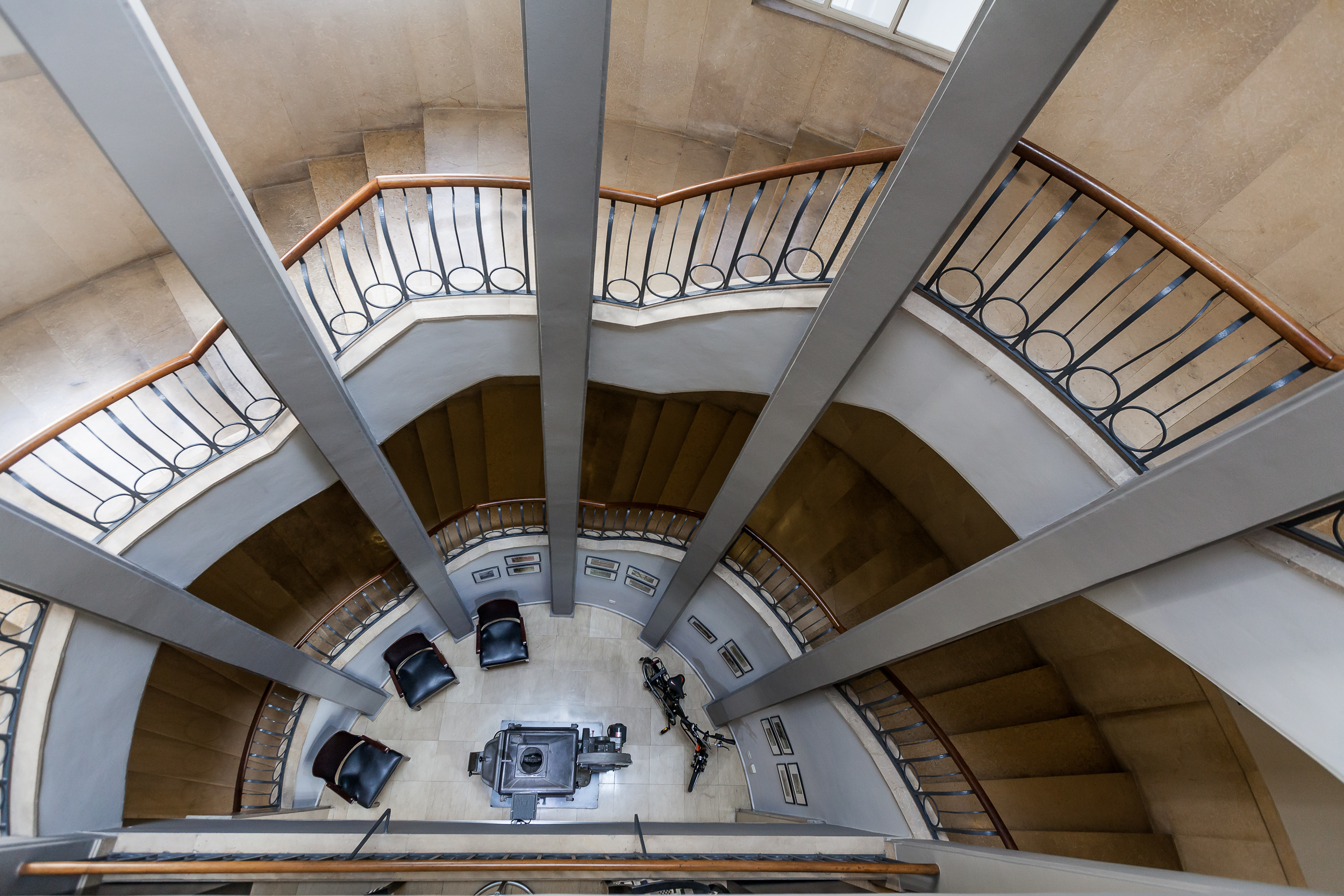
نمایی از معماری داخلی هتل سینما در میدان دیزنگوف تل‌آویو. این مکان در سال ۱۹۳۹ توسط یهودا ماگیدوویچ، معمار مشهور اسرائیلی ساخته شد.

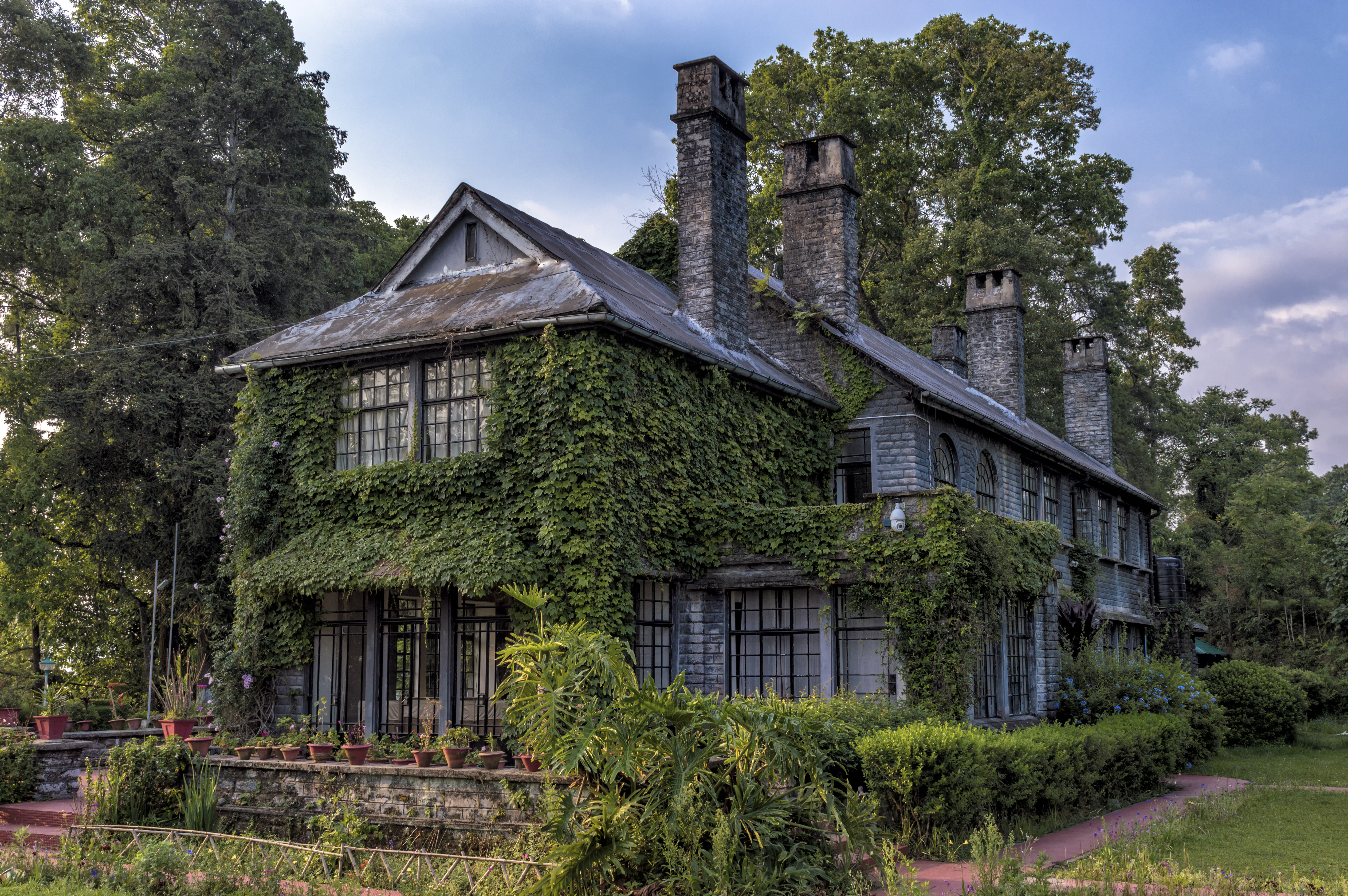
نگاره از Morgan House, Kalimpong یک بوتیک هتل بسیار مشهور بریتانیایی

بوتیکْ هتل (به فرانسوی: boutique-hôtel) به آن دسته از هتل‌ها گفته می‌شود که به خاطر خاص بودن سبک هنری، معماری و خدمات خود شهرت دارند. آن‌ها معمولاً کوچک‌تر از هتلهای معمول بوده و تعداد اتاق محدود و بین 10 تا 100 اتاق است. مهمترین ویژگی بوتیک هتل ها منحصربفرد بودن آنهاست. منحصر بفرد بودن  میتواند به دلیل ویژگی طبیعی، محیطی، معماری، هنری، مبلمان، خدمات خاص یا غذا و نوشیدنی باشد.

## تفاوت بوتیک هتل و هتل معمولی
تفاوت بوتیک هتل با یک هتل معمولی در موارد زیر است:
- تفاوت در معماری بنا
- تفاوت در خدمات ویژه
- تفاوت در دکوراسیون داخلی
- تفاوت در انتخاب مبلمان به کار رفته در هتل
- انتخاب متفاوت اشیا و اکسسوری‌های بکار رفته در تزئینات
- بهره‌گیری از مفاهیم اختصاصی در اماکن مختلف
- تفاوت در تعداد اتاق‌ها
- بهره‌گیری از نوع موسیقی متفاوت با الهام از مفهوم انتخابی.
- امکان اقامت با حیوان خانگی خود

همچنین الزامی به اینکه بوتیک هتل ارزان‌تر از هتل عادی باشد نیست.

## ریشه واژه بوتیک
واژهٔ بوتیک در اواخر دهه ۱۹۶۰ و از طریق خیابان‌های معروفی در اروپا که مرکز فروش محصولاتی با ویژگی‌های متفاوت بودند، وارد زبان محاوره شده بود. «بوتیک» از زبان فرانسه وارد زبان زبان انگلیسی شد و در اصل به فروشگاه‌هایی گفته می‌شد که به‌صورت تخصصی کالاهای نایاب و گران‌قیمت را در مقیاسی کوچک (در برابر فروشگاه‌های بزرگ و به‌اصطلاح زنجیره‌ای) عرضه می‌کردند. مشتریان سطح بالا و به اصطلاح نیچ مارکت این فروشگاه‌ها با نیازهای متمایز به خاطر دو اصل مهم خدمات خاص و محصولات نایاب مشتری وفادار این بوتیک‌ها شدند. در اواخر دهه ۹۰ ایده جدیدی در بوتیک‌ها رواج پیدا کرد و در آن درون‌مایه‌ها و شیوهٔ متمایز و مشخصی از زندگی روزمره بر اساس مد مورد توجه قرار گرفت. بر این اساس کانسپت استورها گسترش یافتند که در آن بخش‌بندی مجزا جهت عرضه محصول دیگر وجود نداشت و محصولات به‌صورت کراس سلینگ در کنار هم عرضه می‌شدند. «بوتیک هتل» یک اصطلاح تلفیقی است‌که در آمریکای‌شمالی و بریتانیا برای توصیف نوع متمایزی از هتل‌ها به کار گرفته می‌شود (هم‌اکنون این اصطلاح در سراسر دنیا به صورت یک استاندارد استفاده می‌شود). واژه «بوتیک» که از زبان فرانسوی وام گرفته شده در اصل برای نام‌گذاری فروشگاه‌هایی بکارگرفته می‌شد که به صورت تخصصی کالاهای نایاب و گران‌قیمت را در مقیاسی کوچک (در برابر فروشگاه‌های بزرگ و به اصطلاح فروشگاه زنجیره‌ای)، عرضه می‌کردند.

## تاریخچه بوتیک هتل
از سوی دیگر و در زمانی که کانسپت استورهای سبک زندگی و بوتیک‌ها در دنیای فروش در بورس بودند دو آمریکایی ایدهٔ خلاقانه‌ای ابداع کردند. در دهه ۱۹۷۰ «یان شراگر و استیو روبل» که مدیران اپرای تفریحیات شبانه استودیو ۵۴ بودند به دلیل توسعه و ساخت مفهومی رؤیایی از تفریحات شبانه شهرت بین‌المللی به دست آوردند. این استودیو خانه اُپرای گالو بود و به‌عنوان یک استودیوی CBS مورد استفاده قرار می‌گرفت. شراگر و روبل از زیرساخت تئاتر استفاده کردند تا ظاهر و حس کلاب را تغییر دهند و مهمانی‌های در جستجوی تجربه با درون‌مایهٔ «یک‌شبه» را با «هنرهای نمایشی» میزبانی کنند. آن‌ها سپس به فکر کلاب شبانه جدیدی به نام پالادیوم در ساختمان قدیمی آکادمی موسیقی نیویورک افتادند و معمار ژاپنی مشهور یعنی آراتا ایسوزاکی را به خدمت گرفتند تا سالن موسیقی قدیمی را با حفظ فضا به یک کلاب شبانه تبدیل کند. پالادیوم اولین کلابی بود که در آن هنر، نقطهٔ کانونی تجربه به‌شمار می‌آمد. آن‌ها متوجه شده بودند که قدرت بالای یک معمار باید بر روی یک محیط تأثیر بگذارد.
تمایل آن‌ها به ایجاد حس اصیل و مرتبط با نیازها و سبک زندگی نسل جدید آن‌ها را به سمت دنیای هتل داری سوق داد. آن‌ها که به‌خوبی اشتیاق و تمایلات مردم را شناخته بودند، توانستند الگو نمونه‌ای ایجاد کنند که مفهوم پیشین از آنچه هتل بود را تغییر داد. آن‌ها با شناخت بازار و نیازهای آن دوران به دنبال چیزی متفاوت بودند؛ هتلی که علایق و سبک زندگی آن‌ها را منعکس نماید و جایگزین سرگرم‌کننده‌ای نسبت به هتل‌های آرام و عمومی بازار آن روز باشد. ازاین‌رو فرصت را برای یک نوآوری واقعی غنیمت شمردند و هتل خود را تأسیس کردند. هتل مورگانز در سال ۱۹۸۴ برای پر کردن این‌جای خالی افتتاح شد. هتلی که صنعت هتل داری را تغییر داد. هتل آن‌ها به‌سرعت مشهور شد و مفهوم سبک زندگی بوتیک هتل را به جهان معرفی کرد. پس از موفقیت مورگانز، آن‌ها هتل‌های به‌شدت موفق رویالتون هتل و پارامونت هتل را افتتاح کردند که هر دو توسط فیلیپ استارک طراحی شد. شراگر در مجموعه‌های جدید خود، مفهوم معاشرت در لابی را معرفی کرد که در آن لابی تبدیل به مکان جدیدی برای دورهم جمع شدن مهمانان هتل و همچنین افراد مقیم شهر نیویورک و طبقه موسوم به «شیک ارزان‌قیمت» شد که در آن خدمات لوکس مقرون‌به‌صرفه در یک محیط خاص و سطح بالا عرضه می‌گردید. شراگر همچنین به خاطر ابداع «اقامتگاه شهری» با هتل دِلانو در میامی و موندریان هتل در وست هالیوود مشهور شد که این دو نیز توسط استارک طراحی شدند. پس‌از آن، هتل هادسون در نیویورک به‌طور کامل مفهوم «هتل به‌عنوان سبک زندگی» را نمایش داد و در شهرهایی مانند سانفرانسیسکو با هتل کلیف و در لندن با هتل سنت مارتینز لین و هتل ساندرسون ادامه پیدا کرد که هر سه این هتل‌ها نیز توسط فیلیپ استارک طراحی و ساخته شدند.

## نخستین بوتیک هتل‌های جهان از کجا سر برآوردند؟
این نوع از هتل‌ها برای نخستین بار در دهه ۸۰ میلادی در شهرهایی مانند نیویورک، لندن و سان فرانسیسکو ظاهر شدند. در حقیقت دو تا از نخستین بوتیک هتل‌های جهان در سال ۱۹۸۱ درهای خود را به روی عموم باز کردند: هتل بلیکس (Blakes) در کنسینگتون جنوبی در لندن که حاصل کار یک طراح معروف به نام انوسکا همپل (Anouska Hempel) بود و هتل بدفورد (Bedford) در سان فرانسیسکو که اولین هتل از مجموعه ۳۴ تایی هتل بوتیک‌های معروف کیمپتون (Kimpton) بود.

## در ایران
بدلیل عدم ساماندهی درست، مفهوم بوتیک هتل با نام های متفاوت و غیررسمی مورد استفاده بسیاری از واحدهای اقامتی میباشد که تحت عنوان سرا، خانه سنتی، هتل سنتی، اقامتگاه سنتی و بوتیک هتل فعالیت می کنند. در تیرماه سال 1399 پس از ابلاغ ضوابط اقامتگاه سنتی و بوتیک هتل سنتی، بوتیک هتل سنتی به عنوان درجه بالاتری از اقامتگاه سنتی درجه یک ممتاز قرار گرفت و چند مورد پروانه های بهره برداری صادر گردید.
1. ↑  «بوتیک هتل نوع جدیدی از هتل‌ها». بایگانی‌شده از اصلی در ۲۴ ژوئن ۲۰۱۳. دریافت‌شده در ۱۹ اردیبهشت ۱۳۹۲.
2. ↑  «بوتیک هتل چیست». بایگانی‌شده از اصلی در ۲۴ ژوئن ۲۰۱۳. دریافت‌شده در ۱۹ اردیبهشت ۱۳۹۲.
3. ↑  «ضوابط «اقامتگاه‌های فاخر» ابلاغ شد». ایسنا. ۲۰۲۰-۰۷-۰۹. دریافت‌شده در ۲۰۲۵-۰۱-۰۲.

در اسفند ۱۳۸۵ هتل صخره ای لاله کندوان، به عنوان نخستین بوتیک هتل در ایران مورد بهره‌برداری قرار گرفت. این هتل، سومین هتل صخره‌ای دنیا است که در روستای تاریخی کندوان، واقع در ۶۲ کیلومتری جنوب غرب تبریز احداث شد.
بوتیک هتل نیایش شیراز در بهمن ماه سال 1388 با پروانه هتل سنتی افتتاح شد. بوتیک هتل سرای عامریها یا خانه عامری‌ها نیز از برجسته‌ترین نمونه‌های این سبک هتل در ایران می‌باشد. این سرا در ۲۷ خرداد ۱۳۹۳ با ۱۵ کاشانه و کاشانک با امکاناتی شامل دو رستوران، سرای قهوه، چای‌خانه، نگارخانه و آمفی‌تئاتر در قلب فرهنگی شهر کاشان به بهره‌برداری رسید. از سایر بوتیک هتل‌های مطرح ایران می‌توان به نظامیه و حنا در تهران، قصر مُنشی در اصفهان فروغ مهر، درب شازده، ایرانمهر، شاه پریان، شمس الملوک و خانه زیبا در شیراز اشاره کرد